# Gustav Deckwitz
Gustav Adolph Deckwitz (* 17. April 1837 in Zeitz; † 21. Juli 1921 in Bremen) war ein deutscher Politiker und Tischlermeister.

## Biografie
Deckwitz lernte das Tischlerhandwerk und begab sich 1855 auf Wanderschaft.   In Hamburg lernte er 1862 Ferdinand Lassalle und die Lassalleaner mit ihren  Allgemeinen Deutschen Arbeiterverein (ADAV) kennen, der am 23. Mai 1863 in Leipzig gegründet wurde. Er sammelte in dem sich gründenden Verein von 1862 bis 1863 seine ersten politischen Erfahrungen. 1863 siedelte er nach Bremen über. Im Verein Vorwärts warb er für die neue politische Bewegung.
Deckwitz richtete am 1. Januar 1864 mit 50 Anhängern in Bremen eine Gruppe des ADAV ein. Am 6. April 1864 wurde er zum Bremer Bevollmächtigten des ADAV ernannt. Damit begann die Geschichte der Bremer SPD. Durch rege Werbung konnte er erreichen, dass 1865 der Verein schon 239 Mitglieder hatte. In den Auseinandersetzungen der entstehenden sozialistischen Gruppierungen in Deutschland (Hatzfeldt/Schweitzer und die  Sozialdemokratische Arbeiterpartei  (SDAP) von August Bebel und Wilhelm Liebknecht) verlor der kleiner werdende Arbeiterverein von Deckwitz um die 100 Mitgliedern und Einfluss. 1867 kandidierte Deckwitz erfolglos für die Reichstagswahlen. Er vertrat die Prinzipien von Lassalle und er lehnte Gewerkschaften und Streiks ab. Die Spaltungen bei der bremischen Sozialdemokratie führten zur Stärkung SDAP. Die Gruppe um  Deckwitz vereinigte sich 1875 mit der nun führenden Sozialistische Arbeiterpartei Deutschlands (SAPD).
1888 gründete er mit dem Tischlermeister Seebach die Dampftischlerei Seebach & Deckwitz in Bremen, die bis zu 25 Mitarbeiter beschäftigte. Die Firma musste 1891 Konkurs anmelden, die Werkstatt wurde jedoch nahezu unverändert bis 1985 unter anderem Namen weiter betrieben und existiert heute noch als Tischlerei-Museum der Tischler-Innung im Ortsteil Bremen-Ostertor, Köpkenstraße 18–20.
Ehrungen
Die Gustav-Deckwitz-Straße in Bremen-Obervieland, Ortsteil Kattenturm, wurde nach ihm benannt.